# Хобс (город)
Хобс (англ. Hobbs) — город на юго-западе США в округе Ли штата Нью-Мексико. Население 28657 человек (перепись 2000).

## География
По данным Бюро переписи населения США, Хобс имеет площадь 49,0 км².

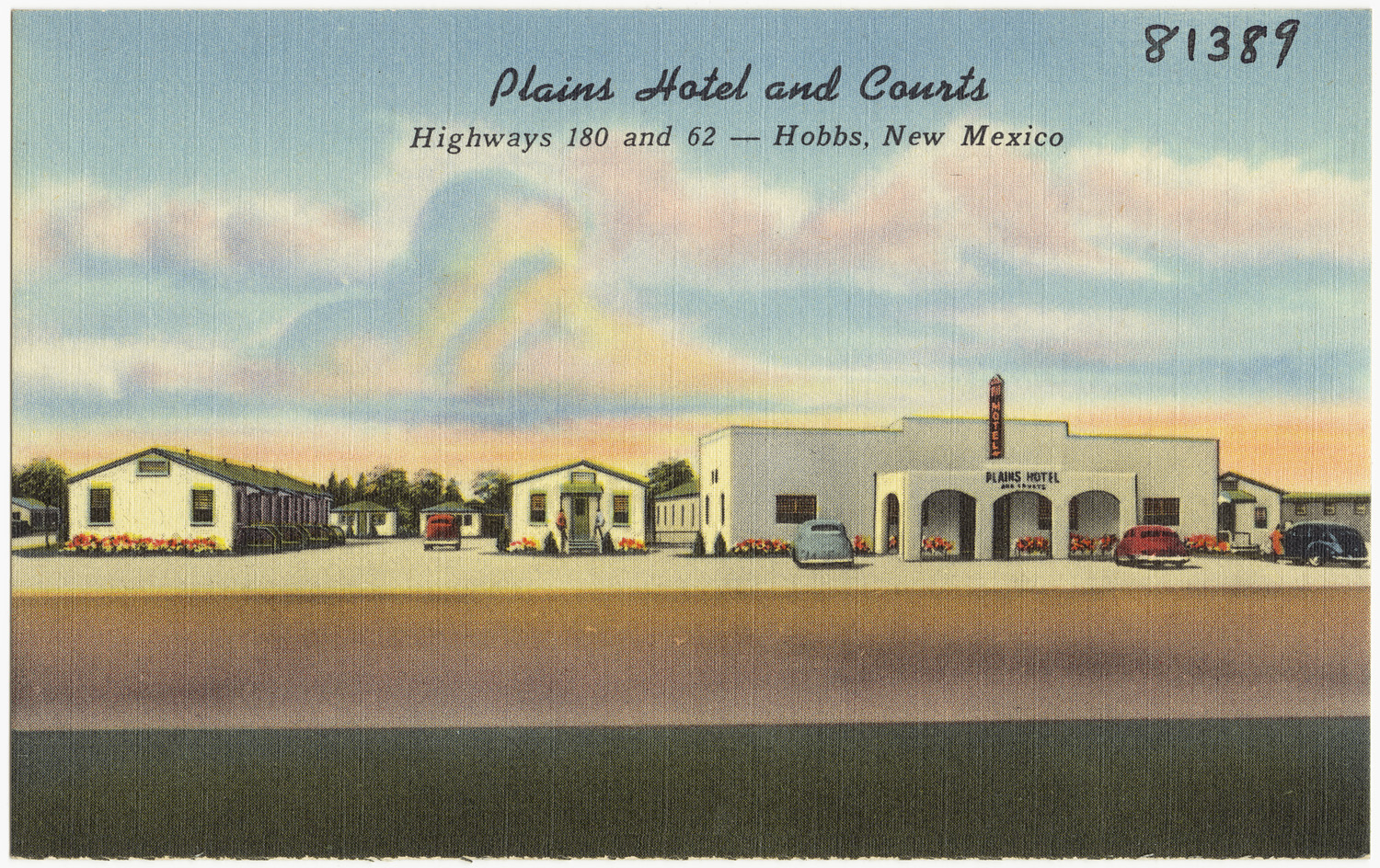

## Климат
Климат Хобса засушливый (полупустынный), характеризуется жарким и холодными зимами.
| Показатель                                                              | Янв. | Фев. | Март | Апр. | Май  | Июнь | Июль | Авг. | Сен. | Окт. | Нояб. | Дек. | Год   |
| ----------------------------------------------------------------------- | ---- | ---- | ---- | ---- | ---- | ---- | ---- | ---- | ---- | ---- | ----- | ---- | ----- |
| Средний максимум, °C                                                    | 14   | 17   | 21   | 26   | 31   | 34   | 35   | 34   | 30   | 26   | 19    | 14   | 25,1  |
| Средний минимум, °C                                                     | −1   | 1    | 4    | 8    | 13   | 18   | 19   | 19   | 16   | 9    | 3     | −1   | 9     |
| Норма осадков, мм                                                       | 21,3 | 19,3 | 18,3 | 27,2 | 59,7 | 45,2 | 69,1 | 52,6 | 68,8 | 34,8 | 20,6  | 19   | 455,9 |
| Источник: Average Weather for Hobbs, NM – Temperature and Precipitation |      |      |      |      |      |      |      |      |      |      |       |      |       |

## Демография
По данным переписи населения 2000 года в Хобсе проживало 33 405 человек, 7369 семей, насчитывалось 10 040 домашних хозяйств и 11 968 жилых дома. Средняя плотность населения составляла около 244,1 человека на один квадратный километр. Расовый состав Хобса по данным переписи распределился следующим образом: 63,52 % белых, 6,79 % — чёрных или афроамериканцев, 1,07 % — коренных американцев, 0,43 % — азиатов, 0,04 % — выходцев с тихоокеанских островов, 3,73 % — представителей смешанных рас, 24,42 % — других народностей. Испаноязычные составили 42,18 % от всех жителей.
Из 10 040 домашних хозяйств в 39,8 % — воспитывали детей в возрасте до 18 лет, 54,1 % представляли собой совместно проживающие супружеские пары, в 14,6 % семей женщины проживали без мужей, 26,6 % не имели семей. 23,4 % от общего числа семей на момент переписи жили самостоятельно, при этом 10,1 % составили одинокие пожилые люди в возрасте 65 лет и старше. Средний размер домашнего хозяйства составил 2,72 человека, а средний размер семьи — 3,22 человека.
Население по возрастному диапазону по данным переписи 2000 года распределилось следующим образом: 30,4 % — жители младше 18 лет, 10,3 % — между 18 и 24 годами, 28,0 % — от 25 до 44 лет, 19,4 % — от 45 до 64 лет и 11,9 % — в возрасте 65 лет и старше. Средний возраст жителей составил 32 года. На каждые 100 женщин в Хобсе приходилось 100,2 мужчин, при этом на каждые 100 женщин 18 лет и старше приходилось 99,2 мужчин также старше 18 лет.
Средний доход на одно домашнее хозяйство составил 28 100 долларов США, а средний доход на одну семью — 33 017 долларов. При этом мужчины имели средний доход в 31 352 доллара США в год против 20 841 доллара среднегодового дохода у женщин. Доход на душу населения составил 14209 долларов в год. 20,2 % от всего числа семей в городе и 24,2 % от всей численности населения находилось на момент переписи населения за чертой бедности, при этом 32,3 % из них были моложе 18 лет и 15,5 % — в возрасте 65 лет и старше.

## Образование
- Университет Юго-запада (англ. University of the Southwest), небольшое христианское высшее учебное заведение[5]
- Колледж низшей ступени Нью-Мексико (англ. New Mexico Junior College)[6]
- Высшая (старшая) школа Хобса[7]

## Транспорт
- Региональный аэропорт Ли Каунти (англ. Lea County Regional Airport)